# Wąż pożarniczy

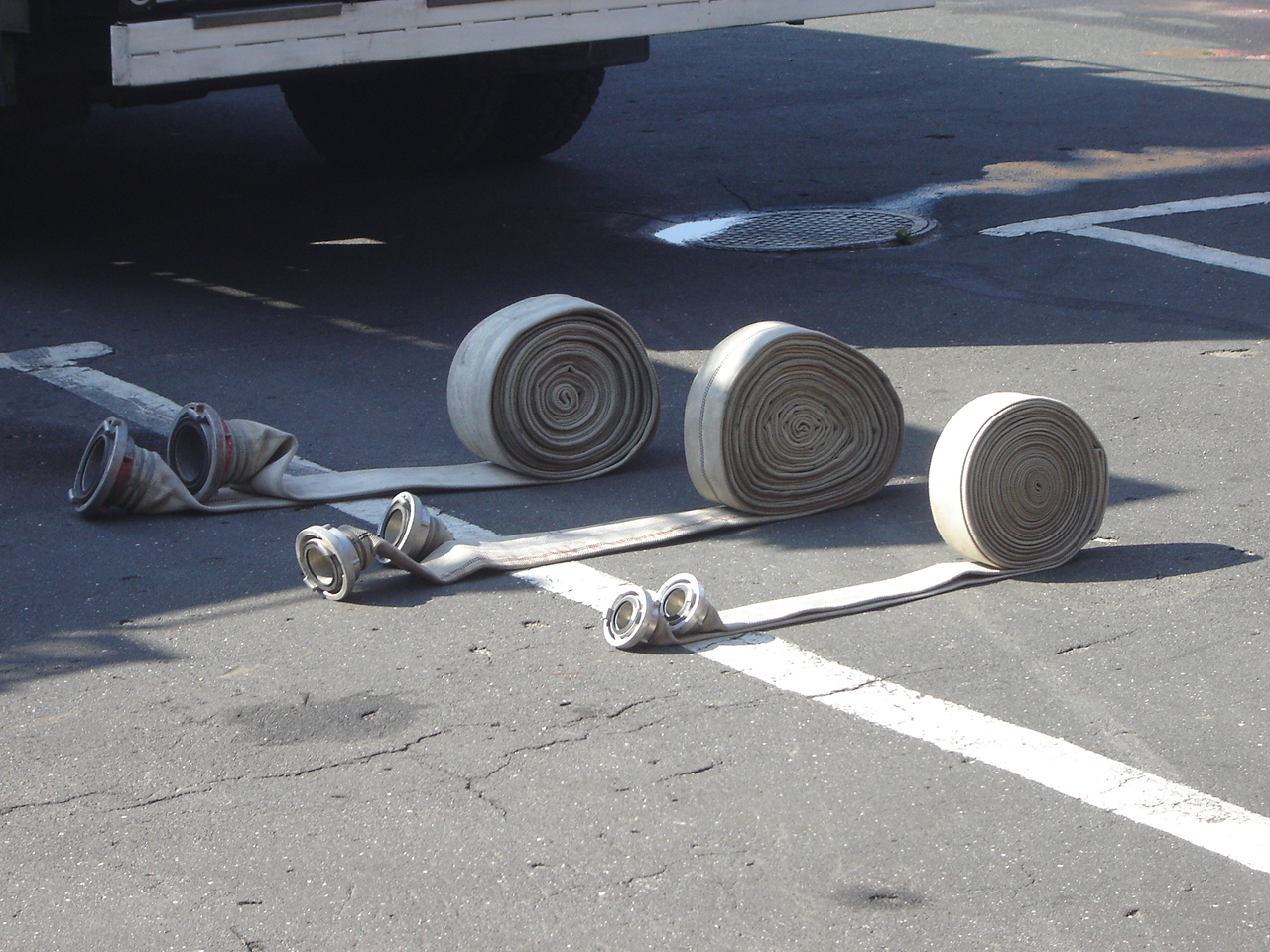
Węże strażackie

Wąż pożarniczy, wąż strażacki – element wodnej armatury pożarniczej. Służy do podawania wody jako środka gaśniczego. 
Rozróżnia się: 
- Węże ssawne W-25[a], W-52[b], W-75[c], W-110[d], W-150[e].

Są to węże mające wbudowany oplot druciany zapobiegający spłaszczeniu podczas zasysania wody z otwartego zbiornika (np. z rzeki). Służą zazwyczaj do zasysania wody, a także środka pianotwórczego. Nie są przystosowane do pracy z ciśnieniem wyższym niż atmosferyczne. Węże W-25 i W-52 są stosowane zazwyczaj do zasysania środka pianotwórczego za pomocą zasysaczy liniowych i autopomp pożarniczych
Standardowe długości wynoszą: 
- dla węży ssawnych W-25 i W-52: 1 m
- dla węży ssawnych W-75, W-110, W-150: 2,4 m i 1,6 m

- Węże tłoczne W-25[a], W-42, W-52[b], W-75[c], W-110[d], W-150[e], do hydrantów: H-25[a], H-52[b].

Są to węże bez drucianego oplotu, łatwo zwijalne, mające wewnątrz koszulkę z tworzywa (zmniejszająca opór podczas tłoczenia wody). Służą do tłoczenia wody, a także wodnych roztworów środka pianotwórczego do miejsca pożaru.
Standardowe długości wynoszą: 
- dla wszystkich rodzajów węży: 20 m i 15 m

Wszystkie węże muszą mieć łączniki umożliwiające podłączenie ich z jednej strony do motopompy (lub autopompy) zaś z drugiej do prądownicy (węże tłoczne) i smoka ssawnego (węże ssawne). 